# Дупљаја
Дупљаја (мађ. Temesváralja) је насеље у општини Бела Црква, у Јужнобанатском округу. Према попису из 2022. било је 641 становника.

## Географија

### Положај насеља
Има добар географски положај, а изграђена је на контакту Малог песка и долине Караша, северозападно од Беле Цркве. Село представља раскрсницу између Делиблатске пешчаре, Малог песка и долине Караша, што је нарочито било значајно у прошлости.

## Историја
Сврстава се у стара војвођанска насеља. Околина Дупљаје представља значајан археолошки локалитет. На месту данашњег насеља постојало је праисторијско насеље, које су Римљани проширили и изградили за своје потребе.
Становништво се претежно бави пољопривредом. Дупљаја је била земљорадничко насеље, што је последица повољног педолошког покривача.
Крај Дупљаје, на обали Караша, налазе се опкопи, земљани радови из преисторијског времена, према својим потребама.
Од 1421. до 1427. године Dupolch (изг.Dupócz) је у поседу олигарха Јована де Јанка и у Крашовском комитату. 1690 – 1700. године појављује се поново Дупљаја, а 1713. имала је 20 домова.
Дупљаја је 1716 г. ушла у састав Новопаланачког дистрикта, а 1717. било је у њој 30 домова. Ово насеље није развијало нормално, што се даје закључити по броју кућа 1749. године, када је у њему било 28 кућа.
Године 1752. дошли су нови насељеници Срби. Аустријски царски ревизор Ерлер је констатовао 1774. године да место има милитарски статус, а припада Јасеновачком округу, Новопаланачког дистрикта. Становништво је било српско. Године 1782. пописано је 429 православних становника. Преселили су се 1783. овамо становници села Омора и населили оморачки сокак. Од старих црквених звона друго је било из Омора. Црква је из друге половине XVIII века, а матичне књиге се воде од 1778. године.
Године 1802. пописано је 786 становника, а 1854. само 737. 1873. године Дупљаја је ушла у састав Крашовског, а 1876. у састав Тамишког комитата.
У првој половини XIX века, када је народ био у непрекидном покрету, број становништва је у сталном опадању, док се у другој половини показује бројни пораст становништва: 1869. године 756.становника; 1880 – 867; 1890 – 1.049; 1900 – 1.153; 1910 – 1.242.
Године 1906. сазидана је општинска кућа и зграда за општинског бележника. 8. новембра 1918. заузела је српска војска Дупљају, која је 1919. ушла у састав Торонталскотамишке жупаније.
На дан 31. јануара 1921. године пописано је 1190 душа, од који је било: Срба – 1149; Румуна – 14; Немаца – 10; Мађара – 2. 20. новембра 1927. извршен је избор новог општинског представништва. Сеоски атар 1927. године обухвата 4.230 ланаца од којих је 187 ланаца оранице и 830 ланаца пашњака општинска имовина.
Овде се налази ФК Банат Дупљаја.

### Називи у прошлости
У 15. веку – Dupócz
1713. – Дупљаја
1894. – Temes – Váralja
1922. – Дупљаја

## Демографија
У насељу Дупљаја живи 669 пунолетних становника, а просечна старост становништва износи 40,2 година (39,6 код мушкараца и 40,8 код жена). У насељу има 262 домаћинства, а просечан број чланова по домаћинству је 2,81.
Ово насеље је великим делом насељено Србима (према попису из 2002. године), а у последња три пописа, примећен је пад у броју становника.
|  |

| Демографија | Демографија | Демографија |
| Година      | Становника  | Становника  |
| ----------- | ----------- | ----------- |
| 1948.       | 1.173       |             |
| 1953.       | 1.190       |             |
| 1961.       | 1.174       |             |
| 1971.       | 1.165       |             |
| 1981.       | 1.152       |             |
| 1991.       | 1.027       | 903         |
| 2002.       | 854         | 1.001       |

| Етнички састав према попису из 2002.‍ | Етнички састав према попису из 2002.‍ | Етнички састав према попису из 2002.‍ | Етнички састав према попису из 2002.‍ | Етнички састав према попису из 2002.‍ |
| ------------------------------------ | ------------------------------------ | ------------------------------------ | ------------------------------------ | ------------------------------------ |
|                                      |                                      |                                      |                                      |                                      |
| Срби                                 | Срби                                 |                                      | 775                                  | 90,74%                               |
| Румуни                               | Румуни                               |                                      | 24                                   | 2,81%                                |
| Роми                                 | Роми                                 |                                      | 7                                    | 0,81%                                |
| Мађари                               | Мађари                               |                                      | 6                                    | 0,70%                                |
| Чеси                                 | Чеси                                 |                                      | 3                                    | 0,35%                                |
| Хрвати                               | Хрвати                               |                                      | 3                                    | 0,35%                                |
| Југословени                          | Југословени                          |                                      | 2                                    | 0,23%                                |
| Немци                                | Немци                                |                                      | 1                                    | 0,11%                                |
| Македонци                            | Македонци                            |                                      | 1                                    | 0,11%                                |
| непознато                            | непознато                            |                                      | 6                                    | 0,70%                                |

| Година пописа     | 1948. | 1953. | 1961. | 1971. | 1981. | 1991. | 2002. |
| ----------------- | ----- | ----- | ----- | ----- | ----- | ----- | ----- |
| Број домаћинстава | 306   | 301   | 314   | 316   | 349   | 287   | 262   |

| Број чланова      | 1  | 2  | 3  | 4  | 5  | 6  | 7 | 8 | 9 | 10 и више | Просек |
| ----------------- | -- | -- | -- | -- | -- | -- | - | - | - | --------- | ------ |
| Број домаћинстава | 54 | 55 | 38 | 59 | 25 | 17 | 7 | 4 | 2 | 1         | 3,24   |

| Пол    | Укупно | Неожењен/Неудата | Ожењен/Удата | Удовац/Удовица | Разведен/Разведена | Непознато |
| ------ | ------ | ---------------- | ------------ | -------------- | ------------------ | --------- |
| Мушки  | 343    | 71               | 244          | 15             | 13                 | 0         |
| Женски | 353    | 40               | 240          | 63             | 8                  | 2         |
| УКУПНО | 696    | 111              | 484          | 78             | 21                 | 2         |

| Пол    | Укупно                    | Пољопривреда, лов и шумарство | Рибарство                            | Вађење руде и камена | Прерађивачка индустрија       |
| ------ | ------------------------- | ----------------------------- | ------------------------------------ | -------------------- | ----------------------------- |
| Мушки  | 225                       | 159                           | 0                                    | 1                    | 19                            |
| Женски | 99                        | 81                            | 0                                    | 0                    | 0                             |
| УКУПНО | 324                       | 240                           | 0                                    | 1                    | 19                            |
| Пол    | Производња и снабдевање   | Грађевинарство                | Трговина                             | Хотели и ресторани   | Саобраћај, складиштење и везе |
| Мушки  | 0                         | 14                            | 4                                    | 0                    | 7                             |
| Женски | 0                         | 0                             | 3                                    | 1                    | 0                             |
| УКУПНО | 0                         | 14                            | 7                                    | 1                    | 7                             |
| Пол    | Финансијско посредовање   | Некретнине                    | Државна управа и одбрана             | Образовање           | Здравствени и социјални рад   |
| Мушки  | 0                         | 2                             | 2                                    | 3                    | 1                             |
| Женски | 2                         | 0                             | 1                                    | 2                    | 6                             |
| УКУПНО | 2                         | 2                             | 3                                    | 5                    | 7                             |
| Пол    | Остале услужне активности | Приватна домаћинства          | Екстериторијалне организације и тела | Непознато            | Непознато                     |
| Мушки  | 1                         | 0                             | 0                                    | 12                   | 12                            |
| Женски | 1                         | 0                             | 0                                    | 2                    | 2                             |
| УКУПНО | 2                         | 0                             | 0                                    | 14                   | 14                            |